# Bala encadeada

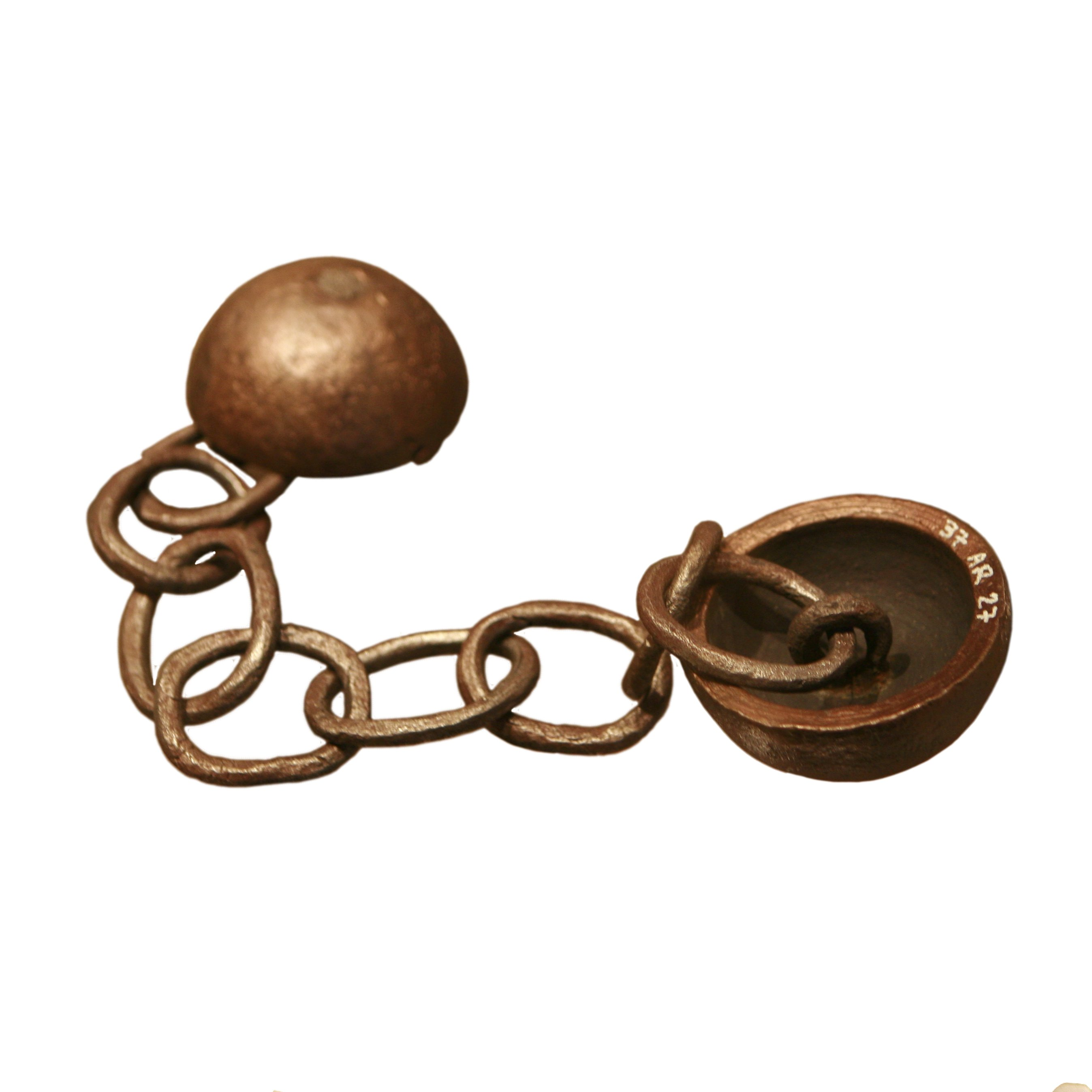
Bala encadeada

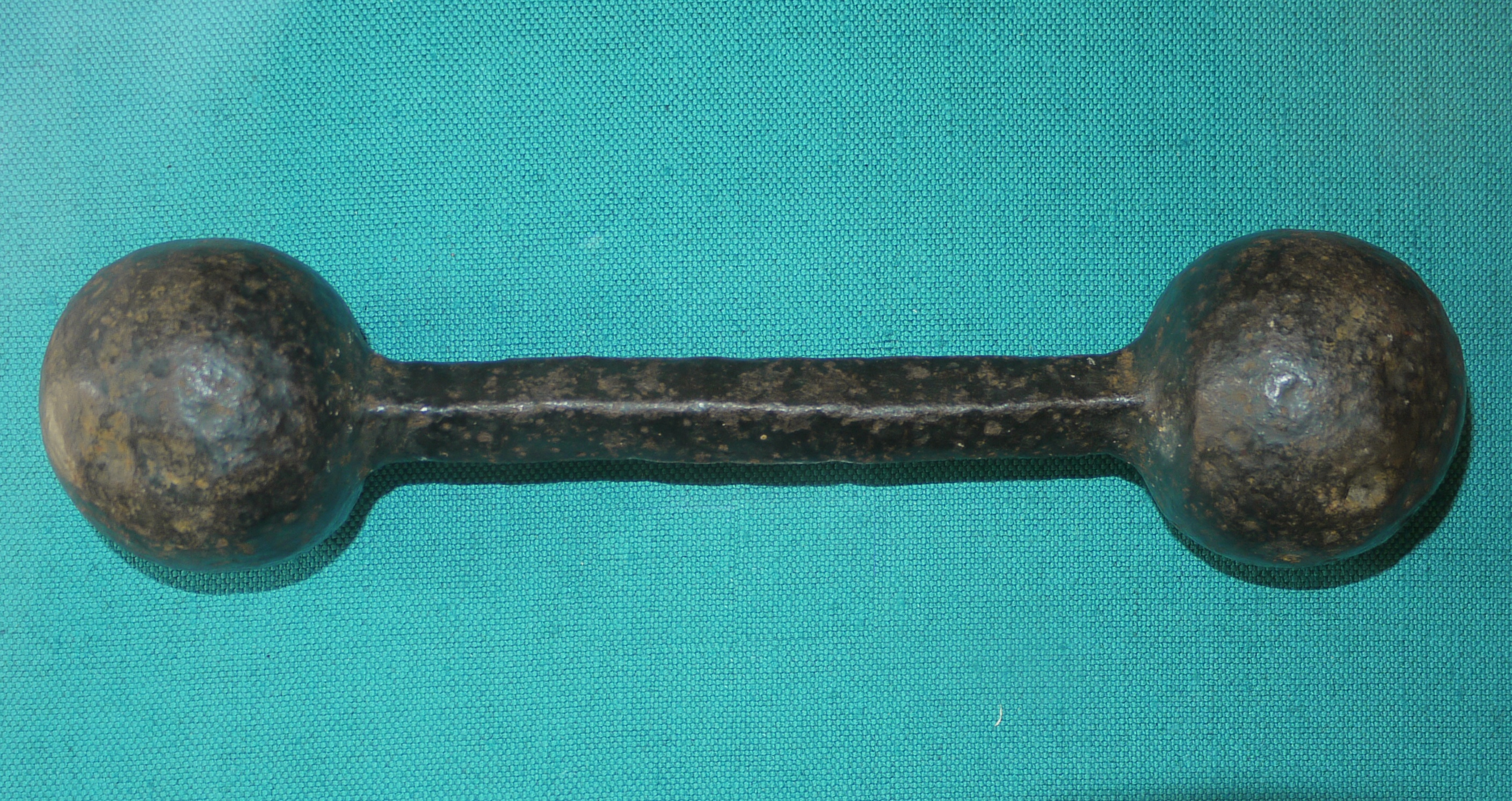
Palanqueta

Em artilharia, a bala encadeada  é um tipo de munição de artilharia naval formada por duas metades de uma bala esférica ligadas por uma corrente, que foi utilizada pela marinha de guerra durante o período da navegação à vela.

## Composição
As balas encadeadas eram compostas pelas duas metades ocas de uma bala de canhão, ligadas por uma corrente, que dava pelo nome de «ramal». Numa das metades desta bala estariam três buracos e na outra metade três tornos, que serviam para prender e apertar a corrente. A balas encadeadas tinham um diâmetro inferior ao calibre das peças de artilharia que as disparavam.
Chegou a haver exemplares de balas encadeadas que tinham até quatro ramais.

## Variantes alternativas
Outras versões deste tipo munição foram:
- a bala de grilhão ou cadeia[4], projéctil composto por duas balas esféricas inteiras, ligadas por um grilhão ou corrente;
- o  ramé[5][6], que tanto podia ser composto por balas inteiras ou meias-balas, que por seu turno se encontravam ligadas por uma haste ou trave metálica rígida;
- a palanqueta[7][8], semelhante ao ramé, embora geralmente de menores dimensões, era um projéctil composto por duas balas inteiras unidas por uma haste de ferro, à qual se dava o nome de «perno»;
- a bala de pernos[1], que consistia numa bala inteira, de cujo corpo despontavam dois pernos ou hastes, em posições diametralmente opostas;
- a bala enramada[1], semelhante ao ramé e à palanqueta, era composta por duas barras de metal, cada qual com meia polegada de grossura e dez polegadas e meia de comprimento, sendo que estas, além de rematarem em duas balas inteiras, uma em cada ponta da barra, também contavam com um anel, situado junto às balas, que prendia as barras uma à outra;

## Uso
Quando utilizadas no mar, o seu principal objectivo era desmastrear as embarcações, rompendo e destruindo as enxárcias do cordame, bem como o velame dos navios inimigos. Quando utilizados em terra, estes projécteis tinham um efeito devastador contra a cavalaria e a infantaria.
De acordo com o historiador americano, Albert C. Manucy, há um relato do início do séc. XVIII, que menciona uma tentativa falhada de usar uma bala de grilhão, em que em vez de inserir as duas balas dentro da mesma peça de artilharia, se introduziu cada uma das duas balas em dois canhões diferentes, dispostos lado a lado, ficando a corrente parcialmente de fora.
O objectivo visado por esta manobra experimental era anular o efeito de rotação característico das balas encadeadas e das balas de grilhão, de molde a que as balas saíssem disparadas em linha recta, com a corrente esticada ao máximo. Deste modo, o disparo seria mais estável e preciso e, por conseguinte, conseguir-se-ia incrementar a eficácia desta tipologia de munições, enquanto projécteis anti-infantaria. Porém, esta experiência saiu gorada, porquanto as peças de artilharia não conseguiram disparar em simultâneo, o que fez com que a bala que saiu disparada primeiro girasse em torno do canhão que ainda não tinha disparado, enrolando-se nele e destruindo-o, tendo ainda apanhando e emaranhado com a corrente todas as tropas que estavam derredor.

## Particularidades
Tendo em conta o seu peso considerável, estas munições de balas encadeadas só podiam disparadas por canhões de metal reforçados e careciam de maiores quantidades de pólvora, do que uma bala comum, para conseguir obter um disparo eficaz. Tinham também a desvantagem de provocarem um maior desgaste nos canos das peças de artilharia.
Ao disparar balas encadeadas ou alguma das suas variantes, as balas ou meias-balas da munição começavam a rodopiar no ar, em torno uma da outra, assim que saiam da boca do canhão, esticando o ramal até à sua extensão máxima, que variava entre um metro e oitenta centímetros a dois metros. Devido a este efeito de rotação, que era ideal para desmastrear navios, os disparos com este tipo de munição normalmente pecavam por terem pouca precisão e fraco poder de alcance.
Dado serem projécteis de pouca precisão eram mormente utilizadas a curta distância em tiro tenso.